# Enseignant-chercheur associé
En France, les enseignants-chercheurs associés sont des agents non titulaires de l'État exerçant les fonctions d'enseignant-chercheur. Il peut s'agir de spécialistes d'un domaine qui souhaitent exercer les fonctions d'enseignant-chercheur pour une durée limitée ou bien d'enseignants-chercheurs ou chercheurs d'un établissement étranger souhaitant venir pour une certaine durée travailler en France.  
Ces fonctions peuvent être exercées à temps plein (pendant un an au maximum pour les enseignants invités [cf. Art.14 du décret 91-267], jusqu'à 3 ans renouvelables une fois pour les enseignants associés [Art.4 ibid]) ou à mi-temps. 
Dans les établissements d'enseignement supérieur et de recherche relevant du ministère de l'éducation nationale, peuvent être recrutés en qualité de professeur des universités associé ou de maître de conférences associé à temps plein des français ou des étrangers remplissant l'une des conditions suivantes :
- Justifier d'une expérience professionnelle directement en rapport avec la spécialité enseignée autre qu'une activité d'enseignement, d'au moins sept ans dans les neuf ans qui précèdent le 1er janvier de l'année du recrutement pour un maître de conférences associé et, d'au moins neuf ans dans les onze ans qui précèdent le 1er janvier de l'année du recrutement pour un professeur des universités associé.
- Justifier de l'un des diplômes ou équivalences nécessaires pour devenir professeur des universités ou maître de conférences et exercer des fonctions d'enseignement ou de recherche dans un établissement étranger d'enseignement supérieur ou de recherche, ou avoir exercé de telles fonctions si le candidat a la qualité de réfugié politique.

Les enseignants-chercheurs associés à temps plein sont nommés pour une durée qui ne peut être inférieure à six mois, ni supérieure à trois ans. Cette nomination peut être renouvelée, mais la durée totale des fonctions des enseignants associés à temps plein ne peut en aucun cas excéder six ans, sauf pour des étrangers ayant le statut de réfugié [Art. 4 ibid].
On comptait au 1er janvier 2007 3 052 enseignants-chercheurs associés, 110 enseignants hospitaliers associés et 9 enseignants associés des grands établissements. Les 3052 enseignants-chercheurs associés se répartissent de la manière suivante selon les disciplines : 
Droit, économie et gestion 1 232 (40,5 %), lettres et sciences humaines 994 (32,5 %), sciences et techniques 765 (25 %), Pharmacie 61 (2 %).
En termes de quotité d'emploi, 93,6 % des enseignants-chercheurs associés sont employés à mi-temps. Cette modalité d'association a été mise en place en 1993-1994. 
L'évolution des effectifs d'enseignants chercheurs associée est la suivante : 
- 1992 : 430
- 1993 : 1340
- 1997 : 2300
- 2000 : 2600
- 2004 : ~3000

En termes de corps d'association, les enseignants chercheurs associés se divisent en 1115 (36,5 %) professeurs des universités et 1937 (63,5 %) maîtres de conférences. 